# Hlavorohovití
Hlavorohovití (Mitsukurinidae) je čeleď žraloků z řádu obrouni, jejímž jediným recentním (dosud žijícím) členem je žralok šotek z rodu Mitsukurina.

## Systematika
Vědecký název čeledi Mitsukurinidae je připomínkou japonského zoologa Kakiči Micukury z Tokijské univerzity, jenž doručil typový exemplář žraloka šotka k popsání americkém ichtyologovi Davidu Starru Jordanovi, který v roce 1898 nově popsanému druhu přiřadil rovnou i novou čeleď.

### Seznam rodů
Čeleď zahrnuje jediný recentní rod Mitsukurina, jehož jediným žijícím představitelem je žralok šotek. Čeleď nicméně zahrnuje i několik fosilních rodů. Úplný seznam rodů je následující:
- †Anomotodon Arambourg, 1952
- †Mitsukurina Jordan, 1898
- †Protoscapanorhynchus
- †Scapanorhynchus Woodward, 1889
- †?Striatolamia Glikman 1964
- †Woellsteinia Reinecke et al., 2001

## Charakteristika
Nejvýznamnějším znakem čeledi je výrazně protažený tenký dorzoventrálně zploštělý bodec, pod nímž se nachází vysunovatelné čelisti. Zuby jsou velké, oči velmi malé, žaberní štěrbiny krátké. Prsní ploutve jsou krátké a široké, mnohem kratší než hlava. Pánevní ploutve jsou velké, obě hřbetní ploutve malé, zakulacené či hranaté. Horní lalok ocasní ploutve je dalece protažené, spodní lalok chybí. Dospělci dosahují délky 2,6–3,6 m.